# Лос Алтос Хилс
Лос Алтос Хилс (на английски: Los Altos Hills) е град в окръг Санта Клара в Района на Санфранциския залив, щата Калифорния, Съединените американски щати.

## География
Общата площ на града е 31,7 км2 (12,2 мили2).
Лос Алтос Хилс е с население от 8580 души (по приблизителна оценка от 2017 г.).

## Личности
Починали в Лос Алтос Хилс
- Ерън Директър (1901 – 2004), икономист